# Jogos Asiáticos de 2014
Os Jogos Asiáticos de 2014 foram a décima sétima edição do evento multiesportivo realizado na Ásia a cada quatro anos. O evento ocorreu na cidade de Incheon, na Coreia do Sul, de 19 de setembro a 4 de outubro. As datas oficiais e o programa oficial foram anunciados em Guangzhou no dia 11 de Novembro de 2010 na Assembleia Geral da OCA, na véspera da abertura dos Jogos Asiáticos de 2010.

## Processo de eleição
Incheon competiu com Nova Deli, Índia, pelo direito de sediar os Jogos de 2014. A votação ocorreu em 17 de abril de 2007, na Cidade do Kuwait, após as apresentações finais das candidatas. Dos 45 membros do Conselho Olímpico da Ásia, 32 votaram na cidade coreana e treze escolheram a capital indiana. O sucesso do projeto sul-coreano foi creditado principalmente à promessa de ajuda de custo para viagens e acomodações das delegações, no valor de 20 milhões de dólares.

## Esportes
O número final de eventos foi anunciado em novembro de 2010, durante os Jogos Asiáticos de 2010, em Guangzhou na China.